# Stay (låt av Tooji)
Stay är en musiksingel från den norska sångaren Tooji. Låten är skriven av Tooji själv i samarbete med de svenska kompositörerna och musikproducenterna Peter Boström och Figge Boström. Singeln släpptes den 16 januari 2012. Singeln debuterade på andra plats på den norska singellistan och låg kvar som tvåa även den andra veckan på listan. Den tredje och sista veckan låg låten på tolfte plats. Den 20 april släpptes karaokeversionen för digital nedladdning på Itunes som singel. Den 11 maj släpptes en akustiskversion för digital nedladdning på Itunes som singel.
Den 11 februari 2012 vann Tooji med låten i Norsk Melodi Grand Prix 2012, Norges nationella uttagning till Eurovision Song Contest 2012 i Baku i Azerbajdzjan. Låten framfördes i den andra semifinalen den 24 maj 2012. Bidraget gick därifrån vidare till finalen som hölls den 26 maj. Där fick bidraget dock endast sju poäng när telefon- och juryrösterna hade räknats ihop. Därmed hamnade bidraget sist av alla de 26 finalbidragen.

## Versioner
1. "Stay" – 2:59[2]
2. "Stay" (karaokeversion) – 3:00[4]
3. "Stay" (akustiskversion) – 3:50[5]

## Listplaceringar
| Lista (2012) | Topplacering |
| ------------ | ------------ |
| Norge        | 2            |